# 山崎泰
山崎 泰（やまざき たい、1961年8月1日 - ）は、日本の政治家、実業家、税理士。

## 来歴

### 都政進出まで
東京都新宿区出身。私立葵幼稚園（新宿区榎町）、新宿区立市谷小学校(新宿区市谷山伏町）、新宿区立四谷第二中学校（新宿区左門町）、開成高等学校、早稲田大学法学部、早稲田大学大学院法学研究科修士課程（法学修士）修了。
松下政経塾に第7期生として入塾、松下電器産業での工場実習、系列販売店での販売実習、フィリピン・ネグロス島での海外実習、選挙実践研修を経験。関西研修では、松下記念病院に入院中の松下幸之助を訪ね、面会している。
塾同期には赤池誠章（参議院議員・自由民主党）、小田圭一（岡山県議会議員・自民党）、清水勇人（前埼玉県議会議員・現さいたま市長）、神風英男(前衆議院議員・民主党）、中原好治（広島県議会議員・無所属）、山井和則（衆議院議員・民主党）らがいる。また、松下政経塾の卒塾生で組織する松下政経塾塾員会顧問を務める。
1993年の東京都議会議員選挙（新宿区選出）に日本新党公認で立候補し、直後の7月に国政での政権交代を果たす日本新党ブームの追い風を受け、新人ながらトップ当選。寺山智雄（当時25歳・現NPO団体理事）、手塚仁雄（当時26歳・現衆議院議員）、大澤昇（当時28歳・元東京都議会議員、元都議会民主党幹事長）に次ぐ、31歳で都政に進出。

### 都議在職中
都議在職中には、都議会財務主税委員会副委員長、都議会予算特別委員会委員などを務めた。1995年12月の日本新党解党、新進党結党に伴う都議会各会派の変更の際には、中山義活（元衆議院議員・元民主党・内閣総理大臣補佐官）や田中良（元東京都議会議長・現杉並区長）らと都議会新進党に一時加盟したものの、間もなく山崎のみ脱退し無所属になった。
当時の松下政経塾出身の都議会議員には、山田宏（参議院議員・元衆議院議員・前杉並区長）、松原仁（衆議院議員・民主党）、田端清（元渋谷区議会議員・元東京都議会議員渋谷区選出）らが居り、同塾出身地方議員で構成する「松下政経塾地方議員の会」（会長・海老根靖典藤沢市長・当時）の幹事長と、選挙対策幹事長を歴任した。
1997年の東京都議会議員選挙では、無所属（民主党・太陽党推薦）で再選後、都議会無所属クラブ政務調査会長をつとめる。その後、都議会無所属クラブ幹事長を3期にわたって務めた。
都議会無所属クラブのメンバーには三浦正勝（三鷹市選出）、藤川隆則（小金井市選出）、田島和則（江戸川区選出・後に自民党に移籍）、沢口俊雄などがいた。
衆議院に無所属の会が結成されたことに伴い、椎名素夫、堂本暁子（元参議院議員・前千葉県知事）、中田宏（元衆議院議員・元横浜市長）との関係から、無所属の会に入党。都議会文教委員長時には、東京都青少年健全育成条例改正の成立に関与。その他、初代東京都税制調査会委員なども務めた。
また山崎泰の秘書・スタッフ出身の地方議員、国会議員は、元東京都議会議員猪爪まさみ（民主党・新宿区）、元東京都議会議員伊藤正樹（民主党・葛飾区）、新宿区議会議員志田雄一郎、新宿区議会議員小野憲一郎、元新宿区議会議員俵正、元新宿区議会議員川出昭彦（国民新党）、衆議院議員中山展宏（自由民主党）などがいる。
都議在職中は、鈴木俊一・青島幸男・石原慎太郎の3代にわたる知事と都議会で論戦を行う。
鈴木俊一知事時代には、引継ぎを控えた知事任期の最終年度の予算編成のあり方に疑問を呈して、話題を呼ぶ。
青島幸男知事時代には、経営破綻した信用組合への公的資金導入に、都議会新進党を代表して反対するも、予算特別委員会では一票差で敗れ、その後の住専はじめとした金融機関への公的資金導入を阻止することが叶わなかった。
石原慎太郎知事時代には、銀行への外形標準課税導入に対して法的観点から反対し、予算委員会では唯一、銀行等の訴訟に敗訴する可能性を示唆したことがマスコミ等でも大きく取り上げられた。

### 事件
都議2期目在職中の2000年11月22日、東京信用保証協会への口利きを巡る出資法（仲介手数料の5%制限）違反容疑で、私設秘書(大塚雄司元建設大臣の元秘書）や、何れも当時衆議院議員だった佐藤茂樹（公明党）、吉田公一（民主党）、西川太一郎（保守党）の政策秘書始め、多くの国会・東京都政関係者が東京地検特捜部に摘発された。
また本事件における東京信用保証協会にいわゆる口利きをした議員数は、国会議員・地方議員併せて450名以上にも上り、その総数は10,000件以上ということが社会問題になる中、多くの現職都議が事情聴取を受けるなかで、党派に属していないのは無所属の山崎のみであったことから、地元自治会はじめ3,500名以上の嘆願署名が寄せられ、東京地方裁判所に提出された。第1審の東京地裁では、自らの口利きは1件もないことが裁判過程を通じて明らかにされたが、自らの私設秘書が金融紹介ブローカーと共謀して口利きをしていたことが判明、秘書の口利きといえども、事務所責任者として法的責任とともに政治的・道義的責任をとると会見、東京都議会議員を辞職した。裁判過程では、摘発された私設秘書と共謀した金融紹介ブローカーが、福山哲郎参議院議員の紹介による京都府議会議員の叔父と称する人物であったことなども明らかになり、さらなる情状酌量の余地も見られたが、都議会議員辞職を撤回することはなかった。

### その後
2000年3月に実父が死去した後は、家業の山崎印刷株式会社（東京都新宿区四谷四丁目）を引き継ぐ傍ら、「税の使いみちは民主主義の根幹」との言葉を残して、税理士試験に挑戦。会社経営のかたわら、2003年12月に税理士試験に合格。
2004年に税理士登録して、東京都中央区日本橋本石町にて税理士開業。東京税理士会及びTKC全国会に入会。東京税理士会四谷支部及びTKC東京都心会四谷支部所属。
2005年に組織変更、行政書士登録とともに行政書士法人を設立して代表社員に就任。2006年に、自らの出身地でもある東京都新宿区四谷三丁目に移転。海江田万里・衆議院議員(現・民主党代表)とは同一ビル内にある。公認会計士・税理士・行政書士・社会保険労務士・ファイナンシャルプランナー・宅地建物取引士などの士業を集めた、コンサルティングファームグループ代表。その他、弁護士・司法書士等との幅広いネットワークで業務展開をする。税理士法人のパートナーは、TFS税理士法人の神楽坂オフィスの責任者でもある、公認会計士の鵜高利行。行政書士法人のパートナーは、行政書士の清野夏香。
その他、登録政治資金監査人（総務省所管）、松下政経塾塾員会顧問、民主党東京都新宿区支部顧問、よい国つくろう！日本志民会議（主宰：上甲晃・山田宏・中田宏）顧問、松下政経塾出身議員により結成されSSK幹事、TKC東京都心政経研究会副幹事長、TKC東京都心会四谷支部企業防衛推進委員長、明るい社会をつくる新宿区民の会幹事、新宿区四谷倫理法人会専任幹事等も歴任している。

### 政界への再挑戦
都政に進出した1993年より自らの政治団体・資金管理団体「新都心青年政治機構」を主宰していたが、2001年からは政治活動を自粛していた。2010年より政治活動を本格的に再開し、同年の第22回参議院議員通常選挙においては、「よい国つくろう!日本志民会議」の顧問として、松下政経塾以来の同志であり「新しい歴史教科書をつくる会」の全面支援を受けた、日本創新党の山田宏・中田宏らを応援した。
参院選終了後は2010年11月14日執行の新宿区長選挙への立候補を目論み、「チャレンジ! 山崎泰とチーム21」名義で、前原誠司、松沢成文、玄葉光一郎、蓮舫らと連名のポスターを新宿区内に大量に掲示して、また主要駅頭で辻立ちも行っていた。しかし期待していた民主党の推薦を得られず、10月25日に正式な出馬表明を見送ることを発表した。このため3期目を目指すオール与党現職の中山弘子と、共産党推薦無所属の松ヶ谷匡男に対し、山下万葉が独自の戦いを展開する形になった。現職の中山弘子が3選される選挙結果となったが、投票率は26%台と、3回続けて20%台という低投票率が続くこととなった。
2012年11月22日、衆議院議員選挙において、日本維新の会・埼玉県選挙区第6区から公認を受けるが、公認辞退。
2013年3月30日、大阪で行われた党大会において、日本維新の会参議院比例区第43支部長に就任。同年7月の第23回参議院議員通常選挙で同党比例代表の第一次公認候補となった。「『依存』から『自立』へ！」をキーワードに、全国各地での啓蒙活動を展開したが、同選挙では開票の結果、維新の比例候補者30名中個人名票獲得による非拘束名簿順位6位までが当選するが、山崎は15位（18,130票）となり落選した。

## 現在の肩書
- 新宿区印刷・製本関連団体協議会 副会長
- 社団法人東京グラフィックサービス工業会 新宿支部長
- 税の使いみちを考える会 代表」
- 登録政治資金監査人（総務省政治資金適正化委員会[要出典]所管）[1]
- TKC東京都心政経研究会 副幹事長

## 著書
- 『ウォーターフロント』（サンマーク出版）
- 『2010年霞ヶ関物語』（二期出版・共著）
- 『どうする！青島知事』（ぱる出版）
- 『あなたの会社、強くしてみせます』（PHP研究所）

## 冠番組
- ニッポン放送「なるほど税金相談 知恵とお金は使いよう」

## 脚註
1. 1 2  山崎 泰 | 人名事典 | お楽しみ | PHP研究所
2. ↑  “参院選2013比例区開票速報（改選数48）”.   朝日新聞. 2023年5月5日閲覧。